# Marvel: Ultimate Alliance
Marvel: Ultimate Alliance is een RPG uitgebracht door Raven Software en Activision in oktober 2006. Het spel bevat 24 bespeelbare Marvel personages, en 140 personages in totaal.

## Verhaal
Dr. Doom heeft een nieuwe en verbeterde Masters of Evil in het leven geroepen, die een “onbekend” doel nastreven. Ze openen een aanval op de S.H.I.E.L.D. Helicarrier. Nick Fury zend een noodoproep uit naar alle beschikbare supermensen. Captain America, Thor, Spider-Man en Wolverine reageren als eerste en schakelen Dooms helpers uit.
Nadat de Helicarrier is gered, krijgt Nick de autoriteit van S.H.I.E.L.D. om een speciaal team van supermensen samen te stellen om de Masters of Evil te verslaan. Omdat de Helicarrier te zwaar beschadigd is, stelt Iron Man de Stark Tower beschikbaar als hoofdkwartier.
Hierna beginnen verschillende missies tegen de Masters of Evil. Zo moet de groep van helden inbreken in de S.H.I.E.L.D. Omega Basis om te voorkomen dat de Masters deze tegen een dam laten botsen, vertrekken naar Atlantis om Namor te helpen en Dr. Strange rekruteren voor het team wanneer Loki ook lid blijkt te zijn van de Masters of Evil. Langzaam wordt ook het plan van de Masters duidelijk. Zo wil Doom de mutant Nightcrawler gebruiken om naar het rijk van Mephisto te reizen, en veroveren de Masters Asgard. De helden krijgen ook onverwachte hulp van Uatu the Watcher wanneer Doom de krachten van Odin steelt. Uiteindelijk moet het team om Doom te stoppen zelfs een apparaat stelen van Galactus met behulp van Silver Surfer.
Meerdere malen in het spel moet de speler beslissingen maken, vooral betreffende het wel of niet uitvoeren van submissies. Aan het eind van het spel onthult Uatu wat deze beslissingen als gevolg zullen hebben op de toekomst. Ook missies niet op de juiste manier is van invloed. Bijvoorbeeld: als je als speler ervoor kiest om wel Jean Grey te redden van Doom, maar niet Nightcrawler, zal Mystique Professor X vermoorden. Maar hoe het spel ook afloopt, de toekomst houdt altijd in dat de wereld op een dag weer in gevaar zal zijn (waarschijnlijk voor een vervolgspel).

## Inhoud
Het spel bevat meer dan 140 personages uit het Marvel Universum. Spelers kunnen zelf hun teams samenstellen. Ook kunnen spelers online samenwerken, met maximaal vier spelers tegelijk.
Er zijn speciale stripboekmissies, waarin belangrijke gebeurtenissen uit het verleden van sommige personages worden herverteld. De personages hebben maximaal vier verschillende kostuums, die hun statistieken veranderen.
In het spel moet de speler zowel in de lucht, op de grond als onderwater missies uitvoeren in 17 locaties. Die locaties zijn niet alleen op Aarde, maar ook in andere dimensies en in de ruimte. Het spel heeft steeds een ander einde, afhankelijk van de keuzes die de speler tijdens het spel maakt.
Het spel biedt spelers die goed op de hoogte zijn van de strips de kans op bonussen en andere extra’s. Een team samengesteld uit helden die in de strips ook samenwerken of hebben gewerkt in een team levert een specifieke bonus op. Bijvoorbeeld: een team bestaande uit Captain America, Iron Man, Thor en Ms. Marvel levert een Avengers bonus op.
Hoewel de meeste personages in het spel qua uiterlijk zijn gebaseerd op hun Ultimate Marvel versies, speelt het spel zelf zich af in een wereld gebaseerd op die in de originele strips (Earth 616).

## Versies
Het spel is beschikbaar voor de Xbox, Xbox 360, PlayStation 2, PlayStation Portable, PlayStation 3, Game Boy Advance, Wii en PC. De grafische vormgeving van de personages ('characters') verschilt echter per platform. Voor de PS2 en Xbox, is de stijl van de personages gelijk aan die in het spel X-Men Legends II. In de PS3, Wii, en Xbox 360 versies zijn de personages, modellen en omgevingen meer gedetailleerd.
Er zijn ook personages die alleen in bepaalde versies van het spel voorkomen. Zo zijn er vier personages die uitsluitend voorkomen op de PSP, en twee die alleen voorkomen op de GBA versie.

### GBA
De graphics van het spel zijn voor de GBA versie veel lager dan bij andere versies.
- Net als bij andere versies kan de speler wisselen tussen de personages van het team gedurende het spel. Spelers kunnen ook hun eigen team van 3 personages samenstellen.
- Sommige personages, zoals Black Panther, zijn niet beschikbaar op de GBA versie.
- De speelwijze is onveranderd.
- Uniek aan de GBA versie:
  - Spelers kunnen een “striker” oproepen die alle aanwezige vijanden aanvalt.
  - Twee exclusieve personages: Jean Grey en Namor.
- Interactieve omgevingen

### PSP
De PSP versie bevat ook versimpelde graphics, verschillende personages en extra’s:
- Vier exclusieve bespeelbare personages: Black Widow, Captain Marvel, Hawkeye en Ronin
- Een extra schurk: Swordsman
- 6 speciale stripboekmissies
- Microfoon ondersteuning (voice chat), zodat spelers online met elkaar kunnen praten.
- Online speller statistieken
- Prequel missies

De PSP versie valt uit te breiden met een aantal mods gemaakt door de mensen van MarvelMods.com

### Wii
De Wii versie bevat:
- Versimpelde graphics vergeleken met PS3 en Xbox 360 versies
- Specifieke bewegingsgevoelige controllers voor normale bewegingen.
- Bewegingsgevoelige speciale aanvallen, uniek voor elk personage.
- Te allen tijde toegang tot elke speciale beweging, iets wat in andere versies niet kan.
- Geen online speelmogelijkheid, maar wel een normale multiplayer mode voor maximaal vier spelers.

## Personages
Hoewel Ultimate Alliance in grote mate een vervolg is op Raven Softwares X-Men Legends spellen, is de cast van personages flink uitgebreid ten opzichte van die spellen. Er zijn verschillende nieuwe superhelden van Marvel bij gekomen, waaronder Spider-Man, enkele leden van The Avengers, de gehele Fantastic Four. Als toevoeging heeft elk van deze personages vier kostuums, vaak gebaseerd op de extra kostuums die ze ook in de strips hebben gedragen (zo heeft Spider-Man bijvoorbeeld ook het zwarte symbioot kostuum en zijn rood/gouden "Iron Spider" kostuum naast zijn klassieke rood/blauwe kostuum). Daarnaast zijn er ook kostuums overgenomen van alternatieve versies van de personages, zoals uit het Ultimate Marvel universum.
Hoewel alle versies van Ultimate Alliance dezelfde standaard personages en ontsluitbare personages hebben, zijn er ook exclusieve personages die alleen in bepaalde versies voorkomen.
Personages die verschijnen in alternatieve kostuums staan weergegeven onder het originele personage. 

Alle personages hebben vier kostuums, behalve Moon Knight, die heeft er drie
Personages gemarkeerd met een "*" zijn nog niet beschikbaar aan het begin van het spel, maar worden later beschikbaar.
| Bespeelbare personages                                                                        | Bespeelbare personages                                                                                                 | Bespeelbare personages                                                                          | Bespeelbare personages                                                                                | Bespeelbare personages                                                                                              |
| --------------------------------------------------------------------------------------------- | --- | ----------------------------------------------------------------------------------------------- | --- | --- |
| - Blade * - Captain America - U.S. Agent - Deadpool - Dr. Strange * - Luke Cage               | - Elektra - Ghost Rider * - Vengeance - Phantom Rider - Human Torch                                                    | - Iceman - Invisible Woman - Iron Man - War Machine - Ms. Marvel - Sharon Ventura               | - Mr. Fantastic - Spider-Man - Scarlet Spider - Spider-Woman - Arachne - Spider-Girl                  | - Storm - The Thing - Thor - Beta Ray Bill - Wolverine                                                              |
| Ontsluitbare personages                                                                       | Alleen PSP | Alleen PSP                                                                                      | Alleen PS3, Xbox 360 & Wii                                                                            | Alleen GameBoy Advance                                                                                              |
| - Black Panther - Daredevil - Nick Fury - General Nick Fury - Silver Surfer - Blade           | - Hawkeye - Ronin | - Black Widow * - Yelena Belova - Captain Marvel - Mar-Vell                                     | - Colossus - Moon Knight - Khonshu                                                                    | - Jean Grey - Namor                                                                                                 |
| NPC personages                                                                                | |                                                                                                 | | |
| - Ancient One - Balder - Black Bolt - Bruce Banner - Corsair - Clea - Crystal                 | - Cyclops - Dum Dum Dugan - Edwin Jarvis - Gorgon - Hank Pym - Heimdall - Hermod                                       | - Jean Grey - Karnak - Lilandra - Lockjaw - Medusa - Mystique - Namor - Namorita - Nightcrawler | - Odin - Professor Xavier - Psylocke - Senator Kelly - Sif - Triton - Tyr                             | - Uatu the Watcher - Valkyrie - Vision - Volla - Weasel - Wong - Wyatt Wingfoot                                     |
| Schurken                                                                                      | |                                                                                                 | | |
| - Arcade - Attuma - Baron Mordo - Blackheart - Bullseye - Byrrah - Crimson Dynamo - Destroyer | - Deathbird - Dragon Man - Dr. Doom - Enchantress - Executioner - Fin Fang Foom - Galactus - Gladiator - Grey Gargoyle | - Hussar - Kraken - Krang - Kurse - Lizard - Loki - Mandarin - Mephisto - M.O.D.O.K. - Mysterio | - Neutron - Radioactive Man - Paibok - Rhino - Scorpion - Shocker - Skrulls - Starbolt - Super-Skrull | - Swordsman (Alleen PSP) - Tiger Shark - Titannus - Ulik - Ultimo - Winter Soldier - Warstar - Wrecking Crew - Ymir |

## Locaties
Ondanks de titel speelt het spel zich niet af in het Ultimate Marvel universum. Verder zijn er ook geen bewijzen dat het spel zich in het Earth 616 universum of X-Men Legends universum afspeelt.
| Locaties (in chronologische volgorde) - S.H.I.E.L.D. Helicarrier - S.H.I.E.L.D. Omega Basis - Atlantis(marvel)Atlantis - Mandarin's Paleis - Murderworld - Mephisto's dimensie - Bifrost Bridge - Asgard - Niflheim - Shi'ar Melkweg - Skrull Troonwereld - Kasteel Doom |  | Extra (in chronologische volgorde) - Stark Tower - Sanctum Sanctorum - Valhalla - Attilan - Doomstark Tower (Nadat Doom Odins krachten heeft gestolen verandert hij de wereld naar zijn idee van de perfecte wereld.) |

## Marvel Mods
Er bestaan heel veel extra personages gemaakt door fans van het spel. Deze worden ook wel Character Mods genoemd. Ook zijn er veel skins gemaakt.
Marvel Mods is een community omtrent Marvel Ultimate Alliance en X-Men Legends II. Je kunt er voor beide games heel veel mods en skins downloaden, gemaakt door ervaren MarvelModders.
De enige Nederlandse Marvel Modder is BLaw, bekend van de Forge, Scarlet Spider, Ultimate Green Goblin en Firestar mods voor Marvel Ultimate Alliance, een tigtal skins voor beide Marvel Ultimate Alliance en X-Men Legends II, mannequins (voor in het personage selectiescherm) en boltons (extra accessoires voor een personage) voor Marvel Ultimate Alliance.

## DLC
DLC staat voor DownLoadable Content. De DLC voor MUA was alleen beschikbaar voor de Xbox 360, tot een grote teleurstelling voor andere platformen, incl. de PC versie. MarvelMods heeft daarom een zogeheten Official Character Mod package ter beschikking gezet zodat iedereen kan spelen met de DLC en tevens breidt de DLC het aantal beschikbare helden uit tot 27 in totaal.